# Mont Ngaoui
El mont Ngaoui és la muntanya més alta de la República Centreafricana. Es troba a la frontera amb el Camerun i el seu cim s'eleva fins als 1,410 msnm.